# Премия
 Тази статия е за вида възнаграждение.  За селото в Северна Италия вижте Премия (Италия).  
Премия (от лат. praemia – награда, отличие) или бонус (от лат. bonus – добро) е вид допълнително парично възнаграждение към заплатата за добре извършена дейност, труд или услуга. Бонусът се раздава един или няколко пъти в годината например в края на финансовата или календарната година.
В борсовата търговия премията или още надплащането е сумата, с която цената превишава номинала на търгувания финансов инструмент.